# Eitorf
Eitorf – miejscowość i gmina w Niemczech, w kraju związkowym Nadrenia Północna-Westfalia, w rejencji Kolonia, w powiecie Rhein-Sieg. W 2010 roku liczyło 19 386 mieszkańców.
W mieście znajduje się stacja kolejowa Eitorf.